# Naturschutzgebiet Brucebo
Das Naturschutzgebiet Brucebo besteht seit 1970 auf der schwedischen Insel Gotland. Es liegt etwa fünf Kilometer nördlich von Visby, nahe dem Flughafen, westlich der Küstenstraße (149). Der Name leitet sich vom nahe gelegenen Landsitz Brucebo ab, zu dem das Gebiet bis 1972 gehörte. Das 33 ha große Naturschutzgebiet und Natura 2000-Gebiet
wird von einem parallel zum einige hundert Meter entfernten Strand verlaufenden Klippensaum beherrscht. Skans Udde ist eine felsige Halbinsel, die mitten im Naturschutzgebiet in den Kalmarsund vorspringt.

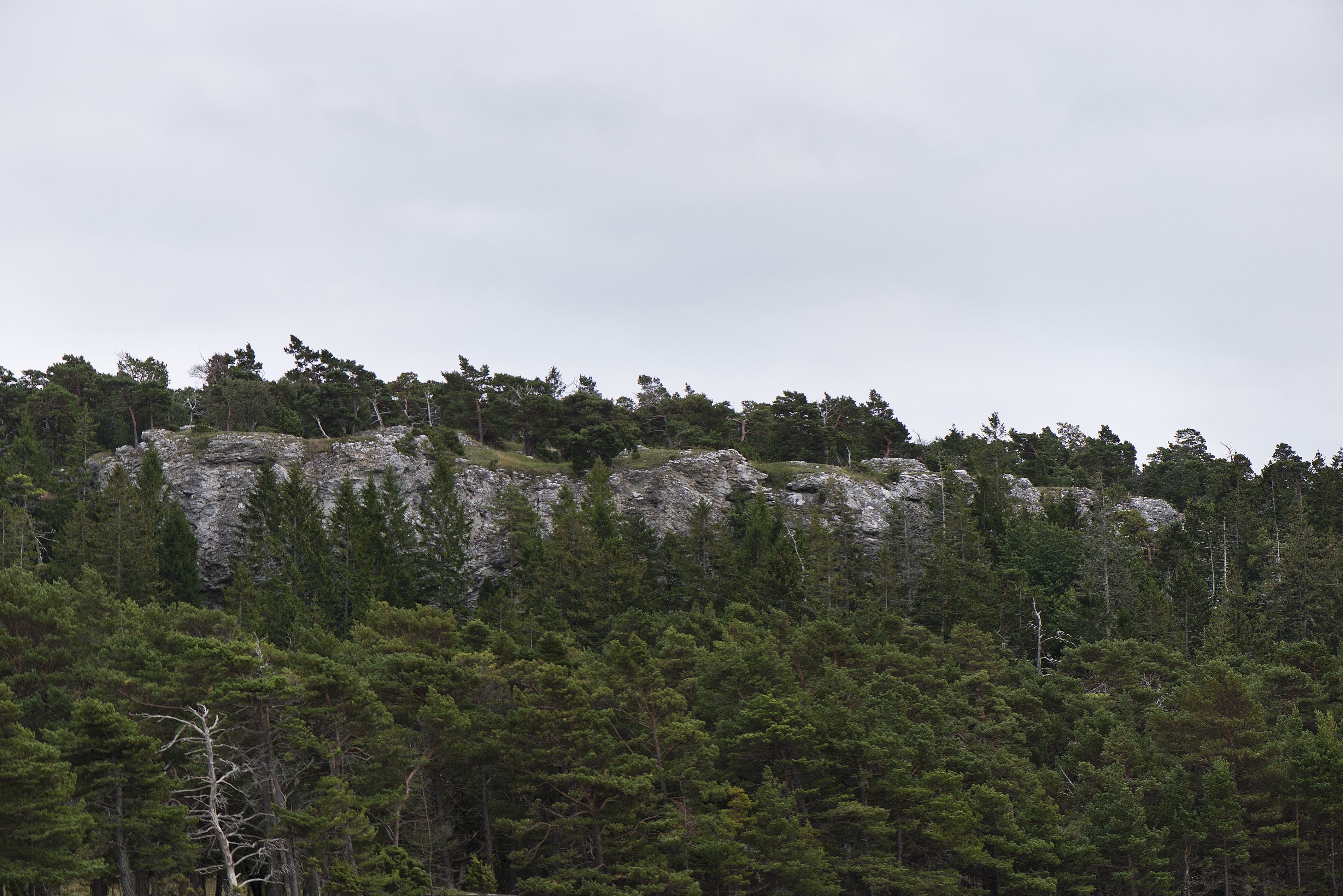
Die Klippen von Brucebo

Oberhalb der Klippe existiert ein vorwiegend aus Kiefern bestehender Bewuchs. In diesem Wald finden sich Reste einer Fornburg (vorzeitliche Burg). In den Klippen befinden sich im nördlichen Teil des Geländes viele Grotten, von denen Brucegrottan die bekannteste ist. Unterhalb der Klippe ist der Boden feuchter und die Vegetation üppiger. An mehreren Stellen quillt Wasser aus dem Boden und bildet kleine Rinnsale und etwa 2 ha große Wasserflächen.